# Senat Nevady
Senat Nevady (Nevada Senate) – izba wyższa parlamentu amerykańskiego stanu Nevada. Składa się z 21 członków wybieranych na czteroletnią kadencję, przy czym co dwa lata odnawiana jest połowa składu (w praktyce, na przemian wybiera się 10 lub 11 senatorów). Począwszy od wyborów zaplanowanych na listopad 2010, wprowadzone zostanie ograniczenie maksymalnego czasu zasiadania w izbie. Wyniesie ono trzy kadencje, czyli 12 lat. Wybory przeprowadzane są z zastosowaniem ordynacji większościowej, w 19 okręgach wyborczych. Siedemnaście z nich to jednomandatowe okręgi wyborcze, zaś dwa okręgi są dwumandatowe. 
Siedzibą Senatu jest gmach Legislatury Nevady, zlokalizowany tuż obok Kapitolu Stanowego w Carson City. 

## Kierownictwo
stan na 16 sierpnia 2010
- Prezydent Senatu: Brian Krolicki (R) (z urzędu jako zastępca gubernatora Nevady)
- Prezydent pro tempore: Michael Schneider (D)
- Lider większości: Steven Horsford (D)
- Lider mniejszości: William Raggio (R)